# Division by Zero (Band)
Division by Zero ist eine polnische Progressive-Rock- und Metal-Band, die im Jahr 2003 in Wojkowice gegründet wurde.

## Geschichte
Nachdem die Bandmitglieder sich bereits vorher an anderen Projekten versucht hatten, gründeten sie im März 2003 Division by Zero. Zusammen entwickelten sie die ersten Lieder, wobei es sich anfangs um Instrumentalmusik handelte, da sich kein passender Sänger finden ließ. Zusammen nahmen sie das erste Demo Code of Soul auf und veröffentlichten es 2004. Im Februar 2005 fand die Band mit Slawek Wierny einen passenden Sänger. Die Band begab sich dann in das MAQ Records Studio, um ein weiteres Demo namens Out of Body Experience aufzunehmen. Durch das Demo erreichte die Band im November 2006 einen Vertrag bei Insanity Records. In der Zwischenzeit verließ Keyboarder Patryk Kumór die Band und wurde im Dezember 2006 durch Robert Gajgier ersetzt. Zusammen nahm die Band ihr Debütalbum Tyranny of Therapy auf, das im Jahr 2008 bei Insanity Records erschien. Im selben Jahr trat die Band außerdem auch auf dem ProgPower Europe auf. Im Jahr 2010 erschien das zweite Album Independent Harmony über ProgTeam.

## Stil
Die Band spielt anspruchsvollen Progressive-Rock und -Metal, wobei der Gesang besonders charakteristisch der teilweise an den Gesang von Opeth erinnert.

## Diskografie
- 2004: Code of Soul (Demo, Eigenveröffentlichung)
- 2005: Out of Body Experience (Demo, Eigenveröffentlichung)
- 2007: Tyranny of Therapy (Album, Insanity Records)
- 2010: Independent Harmony (Album, ProgTeam)